# Monica Lovinescu
Monica Lovinescu, née le 19 novembre 1923 à Bucarest (Roumanie) et morte le 20 avril 2008 à Villiers-le-Bel,, est une écrivaine, critique littéraire et journaliste roumaine.

## Biographie
Monica Lovinescu était la fille d'un autre personnage de la vie littéraire en Roumanie, Eugen Lovinescu.
Son activité a été aussi marquée par son opposition à la dictature communiste, et à son dirigeant de l'époque, Gheorghe Gheorghiu-Dej, ce qui l'a exposée à des persécutions : en septembre 1947 elle parvient à fuir la Roumanie pour rejoindre en France (à Paris) son mari Virgil Ierunca (philosophe, poète et critique littéraire), qui y avait déjà obtenu asile politique. Monica et Virgil ne purent retourner à en Roumanie qu'un an après la chute de la dictature en décembre 1989. Elle a vécu jusqu'à sa mort à Paris.

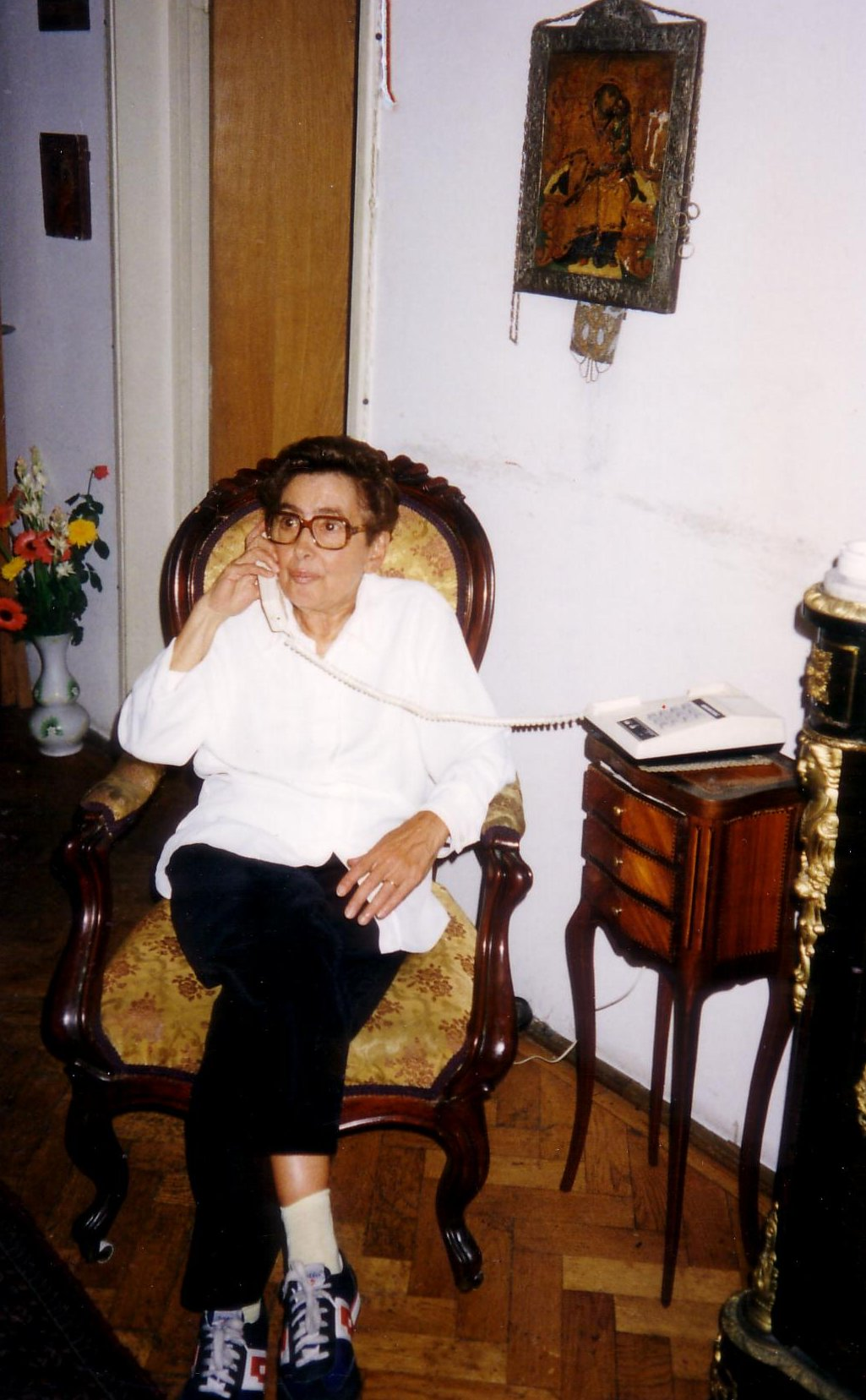
Monica à Bucarest en septembre 1993

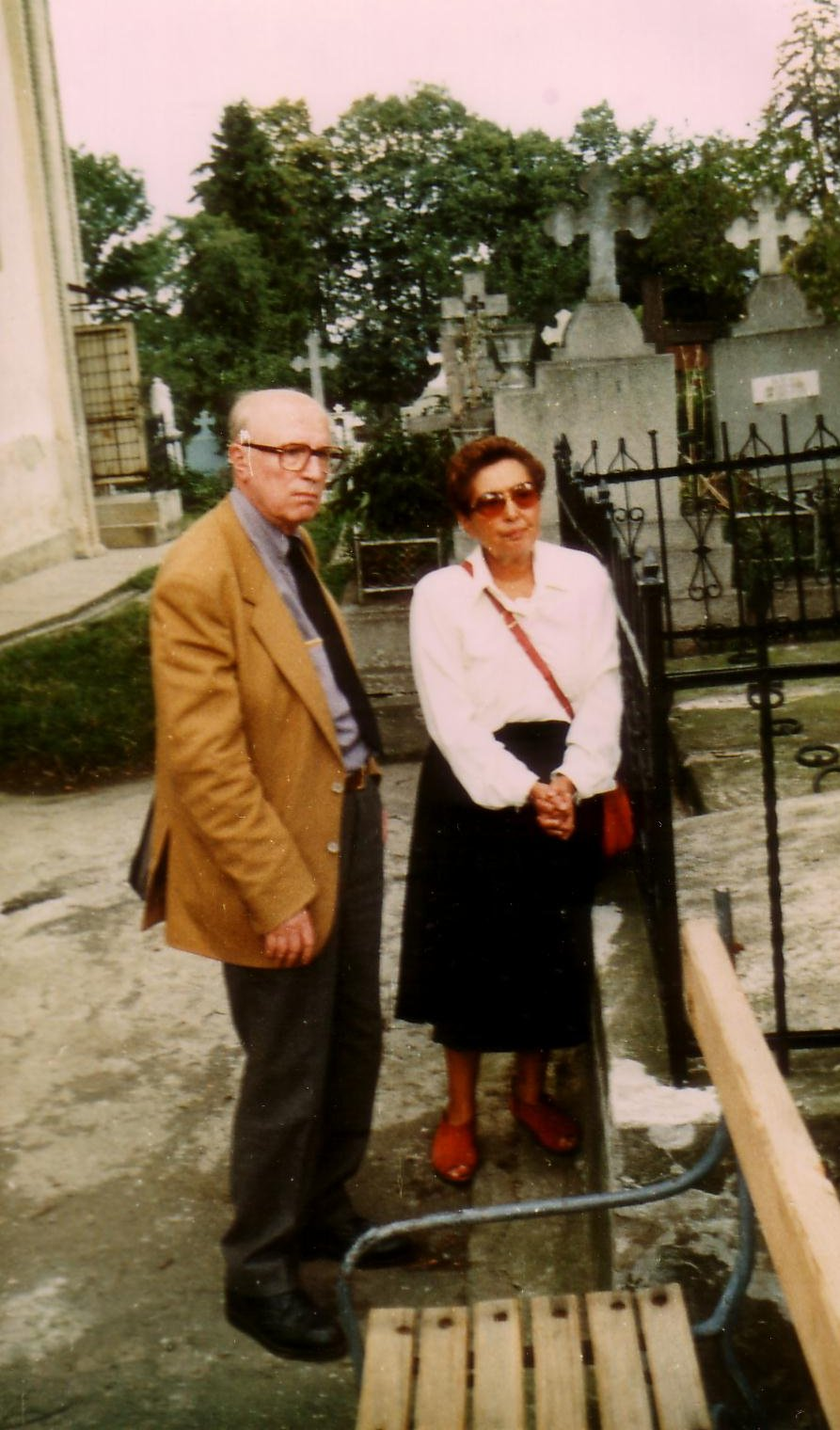
Virgil Ierunca et Monica Lovinescu

Diplômée en lettres de l'université de Bucarest, Monica Lovinescu fait ses débuts en littérature dans le Vremea magazine, puis travaille régulièrement (chroniques et critiques théâtrales) pour les revues Revista Fundațiilor Regale et Democrația.
Elle a publié de nombreux ouvrages sous les pseudonymes Monique Saint-Come ou Claude Pascal. Après avoir fui son pays, elle continue à écrire en France, et ses articles sont publiés dans de nombreux magazines : Kontinent, Les Cahiers de l'Est, et L'Alternative. Elle a participé à l'ouvrage Histoire des spectacles (Éditions Gallimard) et à de nombreuses traductions.
Proche d'Eugène Ionesco, elle travaille de 1951 à 1974 pour la section en langue roumaine de l'Office de radiodiffusion-télévision française (ORTF) et Radio Free Europe où elle anime les cycles « Teze și antiteze la Paris » et « Actualitatea culturală romanească » que les Roumains tentent d'écouter clandestinement, malgré le brouillage et les risques, car ses œuvres, bien qu'orientées vers la critique littéraire et théâtrale, sont aussi de sévères critiques du régime totalitaire pesant sur la Roumanie à l'époque,.
Son époux Virgil Ierunca, né le 16 août 1920, participe avec elle à toutes les publications politiques. Il meurt le 28 septembre 2006, dans un hôpital de la région parisienne. Monica lui survit près de deux ans.

## Publications en roumain
- Unde scurte. I (Ed. Limite, Madrid, 1978)
- Unde scurte (Ed. Humanitas, 1990)
- Întrevederi cu Mircea Eliade, Eugen Ionescu, Ștefan Lupașcu și Grigore Cugler (en), Cartea Românească, 1992)
- Seismografe. Unde scurte II (Ed. Humanitas, 1993)
- Posteritatea contemporană. Unde scurte III (Ed. Humanitas, 1994)
- Est-etice. Unde scurte IV (Ed. Humanitas, 1994)
- Pragul. Unde scurte V (Ed. Humanitas, 1995)
- Insula Șerpilor. Unde scurte VI (Ed. Humanitas, 1996)
- La apa Vavilonului. I (Ed. Humanitas, 1999)
- La apa Vavilonului. II (Ed. Humanitas, 2001)
- Diagonale (Ed. Humanitas, 2002)
- Jurnal 1981–1984 (Ed. Humanitas, 2003)
- Jurnal 1985–1988 (Ed. Humanitas, 2003)
- Jurnal 1990–1993 (Ed. Humanitas, 2003)
- Jurnal 1994–1995 (Ed. Humanitas, 2004)
- Jurnal 1996–1997 (Ed. Humanitas, 2005)
- Jurnal 1998–2000 (Ed. Humanitas, 2006)